# Король Абдалла Спортс Сити
Король Абдалла Спортс Сити (араб. مدينة الملك عبدالله الرياضية‎), также известный как Сияющий драгоценный камень (араб. الجوهرة المشعة‎) или просто Драгоценный камень (араб. الجوهرة‎), —
многофункциональный стадион и спортивный комплекс, расположенный в 60 километрах к северу от Джидды, в Саудовской Аравии. Он был назван в честь короля Абдаллы, правившего в Саудовской Аравии во время открытия стадиона.
Главный стадион (Международный стадион короля Абдаллы) используется для проведения футбольных матчей и обладает максимальной вместимостью в 62 241 зрителя. Это самый большой стадион в Джидде и второй по величине в Саудовской Аравии, после Международного стадиона имени Короля Фахда в Эр-Рияде. Он также является десятым по величине стадион в арабском мире. Инновационному стадиону сопутствуют небольшие спортивные объекты, окружающие главную арену.
Заявка на строительство была выиграна компанией Saudi Aramco, а подрядчиком по этому проекту выступило совместное предприятие «Al Muhaidib Contracting Company & BESIX».

## Предыстория и строительство
Идея нового большого стадиона в городе Джидда появилась и рассматривалась ещё в конце 1990-х годов, она также активно поддерживалась саудовскими футбольными болельщиками. В 2012 году началось строительство нового стадиона. До того, как арена была официально открыта в 2014 году, главным стадионом Джидды был Стадион имени принца Абдуллы аль-Файсала, вместимостью 24 000 человек, принимавший у себя многочисленные важные матчи и события в истории саудовского футбола на протяжении десятилетий.
Проект нового стадиона разрабатывался архитекторами и инженерами компании «Arup Group».

## Церемония открытия
Спортивный комплекс был официально открыт 1 мая 2014 года, принимая у себя финал Кубка Короля 2014 года, в котором играли «Аль-Ахли» из Джидды и «Аль-Шабаб» из Эр-Рияда. К разочарованию хозяев, они были разгромлены со счётом 0:3, а «Аль-Шабаб» в третий раз в своей истории стал обладателем этого трофея. Церемонию посетили король Абдалла, наследный принц Салман и заместитель наследного принца Мукрин.
Вход на стадион был бесплатный. После матча на поле прошел традиционный саудовский фестиваль, закончившийся фейерверком.

## Рекорды
- Первый матч на стадионе прошёл между «Аль-Ахли» и «Аль-Шабабом» в рамках финала Кубка Короля 1 мая 2014 года.
- Первую победу и первый титул на стадионе завоевал «Аль-Шабаб» 1 мая 2014 года.
- Рекорд посещаемости составил 62 241 зрителя на церемонии открытия и матче между «Аль-Ахли» и «Аль-Шабабом» 1 мая 2014 года.
- Рекорд посещаемости в рамках Саудовской Про-лиги составил 60 134 человека в матче местного «Аль-Иттихада» со столичным «Аль-Хилялем» 1 декабря 2014 года. Встреча закончилась со счётом 0:0.
- Первое местное дерби между «Аль-Ахли» и «Аль-Иттихадом» на стадионе прошло 19 декабря 2014 года, в рамках чемпионата Саудовской Аравии. Матч завершился со счётом 1:1, его посетило 59 026 человек.
- Фернандо Менегаццо забил первый гол на стадионе, отметившись с пенальти 1 мая 2014 года.
- Первый гол с игры забил Муханнад Ассири 1 мая 2014 года.
- Первый хет-трик на стадионе сделал нападающий местного «Аль-Ахли» Умар ас-Сума в матче против «Хаджера» 16 августа 2014 года.
- Первую красную карточку на стадионе получил защитник «Аль-Ахли» Агиль Бальгаит 1 мая 2014 года.
- Сборная Саудовской Аравии разгромила Восточный Тимор 7:0 3 сентября 2015 года, что стало крупнейшей победой, зафиксированной на стадионе.
- 16 октября 2018 года был зафиксирован новый рекорд посещаемости: матч Суперкласико де лас Америкас между сборными Аргентины и Бразилией посетило 62 345 зрителей.